# Алумине (департамент)
Департамент Алумине  (исп. Departamento de Aluminé) — департамент в Аргентине в составе провинции Неукен.
Территория — 4660 км². Население — 8306 человек. Плотность населения — 1,80 чел./км².
Административный центр — Алумине.

## География
Департамент расположен на западе провинции Неукен.
Департамент граничит:
- на севере и западе — с Чили
- на северо-востоке — с департаментом Пикунчес
- на востоке — с департаментом Катан-Лиль
- на юге — с департаментом Уиличес

## Административное деление
Департамент включает 2 муниципалитета:
- Алумине
- Вилья-Пеуэния

## Важнейшие населенные пункты[3]
| № | Населённый пункт | Населённый пункт (исп.) | Категория | Население чел. (2010) | На карте                        |
| - | ---------------- | ----------------------- | --------- | --------------------- | ------------------------------- |
| 1 | Алумине          | Aluminé                 | город     | 4591                  | 39°14′14″ ю. ш. 70°55′09″ з. д. |
| 2 | Вилья-Пеуэния    | Villa Pehuenia          | поселок   | 700                   | 38°53′01″ ю. ш. 71°10′42″ з. д. |
| 3 | Мокеуэ           | Moquehue                | поселок   | 270                   | 38°56′53″ ю. ш. 71°19′34″ з. д. |